# Minniza graeca
Espèce
Synonymes
- Olpium graecum L. Koch, 1873
- Minniza hirsti cypria Beier & Turk, 1952
- Minniza cretica Beier, 1956

Minniza graeca est une espèce de pseudoscorpions de la famille des Olpiidae.

## Distribution
Cette espèce se rencontre en Grèce et à Chypre.

## Systématique et taxinomie
Cette espèce a été décrite sous le protonyme Olpium graecum par L. Koch en 1873. Elle est placée dans le genre Minniza par Beier en 1963 qui dans le même temps place Minniza cretica en synonymie. Minniza hirsti cypria a été placée en synonymie par Schawaller en 1984.

## Étymologie
Son nom d'espèce lui a été donné en référence au lieu de sa découverte, la Grèce.

## Publication originale
- L. Koch, 1873 : Uebersichtliche Dartstellung der Europäischen Chernetiden (Pseudoscorpione). Bauer und Raspe, Nürnberg, p. 1-68 (texte intégral).